# Horace Gwynne
Horace „Lefty“ Gwynne (* 5. Oktober 1912 in Toronto; † 16. April 2001 ebenda) war ein kanadischer Boxer.
Gwynne verließ frühzeitig die Schule und begann in Toronto zu trainieren, um ursprünglich Jockey zu werden. Sein Talent als Boxer wurde jedoch erkannt und gefördert. Im Alter von 19 Jahren gewann er die kanadische Amateur-Fliegengewicht-Meisterschaft in Ontario. Im selben Jahr nahm er an der Qualifikation zu den Olympischen Spielen in der Gewichtsklasse Bantamgewicht teil. Er gewann kurz darauf noch die kanadische Amateur-Meisterschaft im Bantamgewicht und wurde zu den Olympischen Sommerspielen 1932 in Los Angeles zugelassen, wo er nach einem Punktsieg gegen den Deutschen Hans Ziglarski die Goldmedaille holte.
Direkt nach den Olympischen Spielen wurde Gwynne Profi und gewann 1935 den kanadischen Profititel im Bantamgewicht, den er bis zu seinem Rücktritt 1939 behielt. Von 41 Kämpfen konnte er 31 gewinnen, acht verlor er, die übrigen zwei endeten unentschieden. Er wurde in die Canadian Boxing Hall of Fame sowie die Canadian Sports Hall of Fame aufgenommen.